# Harald Raupenstrauch
Harald Raupenstrauch (* 26. März 1961 in Schwanenstadt) ist ein österreichischer Ingenieur, Wärmetechniker und Hochschullehrer. Seit 1. Jänner 2007 ist er Professor für Thermoprozesstechnik an der Montanuniversität Leoben.

## Leben und Karriere
Harald Raupenstrauch wurde am 26. März 1961 in der oberösterreichischen Stadt Schwanenstadt geboren, wo er von 1967 bis 1971 auch die Volksschule besuchte. Daraufhin wechselte er ans Bundesrealgymnasium in Vöcklabruck, auf das er von 1971 bis 1975 ging. Danach wechselte er an die HTL Vöcklabruck und besuchte dort bis 1980 die Fachrichtung Betriebstechnik. Seine dortige Ausbildung schloss er im Juni 1980 mit der Matura mit ausgezeichnetem Erfolg ab. Nach seinem Schulabschluss leistete er von September 1980 bis März 1981 seinen Präsenzdienst in Steyr und Salzburg ab und begann in weiterer Folge ein Studium der Verfahrenstechnik mit der Wahlfachgruppe Chemieanlagenbau an der Technischen Universität Graz. Gegen Ende seines dortigen Studiums trat er von Juni 1987 bis Juni 1988 als wissenschaftlicher Mitarbeiter am Institut für thermische Verfahrenstechnik der TU Graz in Erscheinung. Im Juni 1988 legte er seine 2. Diplomprüfung mit ausgezeichnetem Erfolg ab und hatte noch im selben Monat seine Sponsion. Zu diesem Zeitpunkt war er bereits verheiratet und zweifacher Vater.
Ab 1988 war Raupenstrauch als Universitätsassistent an der Abteilung für Apparatebau und Mechanische Verfahrenstechnik der TU Graz unter Gernot Staudinger (* 1940) angestellt und verfasste ab dieser Zeit bis 1991 seine Dissertation mit dem Titel Ein Beitrag zur Computersimulation reagierender Schüttschichten. Sein Rigorosum schloss er im Dezember 1991 abermals mit ausgezeichnetem Erfolg ab und wurde umgehend zum Doktor der technischen Wissenschaften promoviert. Seine Dissertation wurde im Juli 1992 mit dem Höchstsatz der Vereinigung Österreichischer Industrieller ausgezeichnet und gefördert. Von 1992 bis 1997 verfasste Raupenstrauch seine Habilitation mit dem Titel Gasdurchströmte, chemisch reagierende Schüttschichten. Im November 1998 erhielt er seine Lehrbefugnis als Universitätsdozent für das Fach Gas/Feststoffreaktionen und Partikeltechnologie, war aber bereits davor als Professor an verschiedenen Universitäten tätig. So war er unter anderem im Rahmen des EU-Programms Training and Mobility of Researchers von 1. Jänner bis 30. Juni 1998 als Gastprofessor an der School of Chemical Engineering der Queen’s University Belfast beschäftigt und trat am 1. März 1998 als außerordentlicher Universitätsprofessor am Institut für Apparatebau, Mechanische Verfahrenstechnik und Feuerungstechnik der TU Graz in Erscheinung.
Im Dezember 1999 war er im Rahmen des Dissertantenkollegs Schüttschichten Gastlektor an der Technischen Universität Bergakademie Freiberg. Danach setzte er seine Gastprofessuren im englischsprachigen Raum fort und war unter anderem im Rahmen des Fulbright-Programms von September bis November 2000 Gastprofessor am Department of Chemical and Biochemical Engineering an der Rutgers University in New Jersey. Nach einer Gastprofessur im Rahmen des Sokrates-Programms in der Section Thermal Power Engineering an der Technischen Universität Delft im April 2002, kam er über das Sokrates-Programm im Oktober desselben Jahres abermals an die School of Chemical Engineering der Queen’s University Belfast, ehe er auf Einladung der Montanuniversität Leoben in Vertretung für den emeritierten Universitätsprofessor Christian God im Oktober 2002 Gastprofessor am Institut für Wärmetechnik, Industrieofenbau und Energiewirtschaft an der Montanuniversität Leoben wurde. Diese Tätigkeit hatte er bis September 2004 inne und war parallel dazu auf Einladung der Rutgers University von Dezember 2002 bis Juni 2003 ein weiteres Mal als Gastprofessor an der Rutgers angestellt.
Ab 2003 trat er als Lektor im Rahmen des Lehrganges universitären Charakters Umweltgefahren und Katastrophenmanagement an der ABC-Abwehrschule Korneuburg in Erscheinung und war im Februar 2004 abermals Gastprofessor an der School of Chemical Engineering der Queen’s University Belfast. Bereits im Herbst 2003 erfolgte seine Aufnahme in den Dreiervorschlag für die Nachbesetzung des Institutes für Energietechnik an der Technischen Universität München, wo es die Nachfolge von K. R. G. Hein anzutreten galt. Im Oktober 2004 folgte er dem Ruf an die Montanuniversität Leoben, wo er mit der Befristung für ein Jahr als Universitätsprofessor für Wärmetechnik am Lehrstuhl für Wärmetechnik, Industrieofenbau und Energiewirtschaft tätig wurde. Die Befristung wurde in weiterer Folge aufgehoben und Raupenstrauch erhielt einen unbefristeten Vertrag. Mit 1. Jänner 2007 übernahm der gebürtige Oberösterreicher den Lehrstuhl für Thermoprozesstechnik an der Montanuniversität Leoben. Nach der Emeritierung von Christian God im Jahre 2000 hatte der Linzer Werner Kepplinger die provisorische Leitung des Instituts übernommen.
Am 12. März 2014 erhielt Raupenstrauch von Energy Globe Styria den Energy Globe Award im Bereich Forschung. Im Jahre 2015 hielt Raupenstrauch einen Vortrag mit dem Titel 2015: Das Ende der Energiewende beim Europäischen Forum Alpbach. Nachdem er auch im Zeitraum von 2004 bis 2017 zahlreiche Gastprofessuren angenommen hatte, war er unter anderem zuletzt von August 2017 bis Dezember 2017 als Gastprofessor an der Universität von Sambia tätig und gleich im Anschluss von Dezember 2017 bis Jänner 2018 als Gastprofessor an der Universität Luzern beschäftigt. Bis dato (Stand: 13. Mai 2019) betreute er von 2006 bis 2019 101 Abschlussarbeiten und war seit 2005 an 234 Publikationen beteiligt. Weiters tritt er als Mitglied der Universitätsprofessoren im Senat der Montanuniversität in Erscheinung, ist Leiter des Departments Umwelt- und Energieverfahrenstechnik, Leiter des Universitätslehrgangs Prozess- und Anlagensicherheit, Notfall- und Katastrophenmanagement und des dazugehörigen Masterstudiums, sowie Ersatzmitglied im Betriebsrat des wissenschaftlichen Universitätspersonals.

## Ehrungen
- 2020: Auszeichnung beim Energy Globe Award Styria im Bereich Forschung
- 2014: Energy Globe Award im Bereich Forschung von Energy Globe Styria